# ジェイムズ・ガスコイン＝セシル (第4代ソールズベリー侯爵)
第4代ソールズベリー侯爵ジェイムズ・エドワード・ヒューバート・ガスコイン＝セシル（英: James Edward Hubert Gascoyne-Cecil, 4th Marquess of Salisbury、1861年10月23日 - 1947年4月4日）は、イギリスの政治家。ガーター勲章勲爵士（KG）、ロイヤル・ヴィクトリア勲章ナイト・グランド・クロス勲爵士（GCVO）、バス勲章コンパニオン勲爵士（CB）、枢密顧問官（PC）。
父親がソールズベリー侯爵となった1868年から自身が襲爵する1903年までは「クランボーン子爵」の儀礼称号で称された。

## 経歴
ロンドン生まれ。3度イギリスの首相となった第3代ソールズベリー侯爵ロバート・ガスコイン＝セシルと妻のジョージアナ・アルダーソンの間の長男。弟に国際連盟の創設者の一人でノーベル平和賞受賞者である初代チェルウッドのセシル子爵ロバート・セシル、従兄に首相や外相を歴任した初代バルフォア伯爵アーサー・バルフォアがいる。
イートン・カレッジを経てオックスフォード大学ユニバーシティ・カレッジへ入学し、1885年に学士号、1889年に修士号を取得。
1885年から1892年までランカシャー州ダーウェン選挙区選出の、1893年からソールズベリー侯爵位を相続し貴族院に移る1903年までケント州ロチェスター選挙区選出の庶民院議員。
1900年、第3次ソールズベリー内閣においてシンジン・ブロードリックの後任の外務政務次官（Parliamentary Under-Secretary of State for Foreign Affairs）となる。続いて1903年に発足したバルフォア内閣では王璽尚書として入閣し、1905年には商務院総裁も兼ねた。
ソールズベリーは、1909年に第1次アスキス内閣の財務大臣デビッド・ロイド・ジョージが提出した「人民予算」（People's Budget）やそれに続く1911年の議会法に対する論争では、反対派の主導者であった。
1922年に保守党が政権を奪還すると、アンドルー・ボナー・ローやスタンリー・ボールドウィンの下で、1922年から1923年までランカスター公領大臣、1922年から1924年まで枢密院議長、1924年から1929年まで王璽尚書として入閣し、さらに1925年から1929年まで貴族院における保守党の党首として貴族院院内総務も務めた。
1931年6月、貴族院の保守党党首を辞任。庶民院でウィンストン・チャーチルが行なっていたインド独立運動反対の主張を貴族院から援護した。1936年秋、首相スタンリー・ボールドウィンと財務大臣ネヴィル・チェンバレンにナチス・ドイツの脅威に対抗して軍備を強化するよう求めた両院代表に名を連ねた。これはサー・オースティン・チェンバレンが主導したもので、ソールズベリーの他にはウィンストン・チャーチルやレオ・アメリー、サー・ロジャー・キーズらが参加した。
1900年にバス勲章コンパニオン、1909年にロイヤル・ヴィクトリア勲章ナイト・グランド・クロス、1917年にガーター勲章を授けられ、また1903年に枢密顧問官へ列せられた。1937年に行われたジョージ6世の戴冠式においては、大家令を務めた。
1947年4月4日にロンドンで死去し、ハートフォードシャー州ハットフィールドの聖エセルドレダ教会に葬られた。

## 家族
第5代アラン伯爵アーサー・ゴアの次女であるレディ・シシリー・アリス・ゴア（1867年 - 1955年）と1887年5月17日に結婚し、二男二女をもうけた。
- レディ・ベアトリス・エディス・ミルドレッド （1891年 - 1980年） - 第4代ハーレフ男爵（英語版）ウィリアム・オームズビー＝ゴア（英語版）夫人
- クランボーン子爵ロバート・アーサー・ジェイムズ （1893年 - 1972年） - 第5代ソールズベリー侯爵
- レディ・メアリー・アリス（英語版） （1895年 - 1988年） - 第10代デヴォンシャー公爵エドワード・キャヴェンディッシュ夫人
- エドワード・クリスチャン・デイヴィッド卿 （1902年 - 1986年）